# Нічне бачення

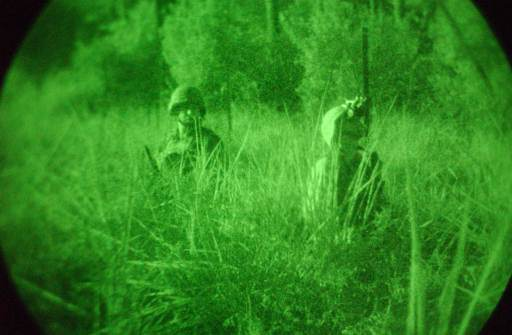
Зображення приладу електронно-оптичного перетворювача двох американських солдат під час війни в Іраку

Нічне бачення — це можливість бачити в умовах низької освітленості. Не залежно від того чи то за допомогою біологічних або технологічних засобів, нічне бачення можливе при поєднанні двох можливостей: достатньому спектральному діапазоні, і достатній інтенсивності світла. Люди мають обмежене нічне бачення в порівнянні з багатьма тваринами, частково тому, що людському оку бракує спеціальної оболонки ока, що називається тапетум.

## Типи діапазонів

### Спектральний діапазон
Техніки розширення нічного спектрального діапазону можуть сприймати випромінення, що є невидимим для людини. Людське око обмежене бачити невелику частину електромагнітного спектру, що називається видимим світлом. Розширення спектрального діапазону дозволяє спостерігачу отримати переваги і побачити невидимі джерела електромагнітного випромінення (такі як близьке до інфрачервоного або ультрафіолетове випромінення). Деякі тварини, такі як креветки-богомоли можуть бачити більше інфрачервоного і/або ультрафіолетового спектру ніж люди.

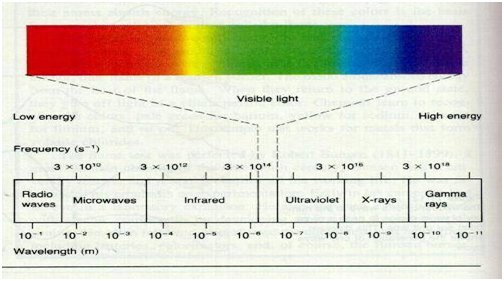
Спектр світла

### Діапазон інтенсивності
Достатність діапазону інтенсивності це можливість бачити при невеликій освітленості.
Багато тварин мають краще нічне бачення ніж люди, що є результатом відмінностей в морфології і анатомії їх очей. Це може включати як більше очне яблуко, більші лінзи, більшу оптичну апертуру, більше паличок ніж колбочок (або лише паличок) в сітківці ока, і тапетума.
Збільшення діапазону інтенсивності технічними засобами досягається за допомогою використання електронно-оптичного перетворювача, посиленої CCD, або іншого масиву фотодетекторів із малим шумом і високою чутливістю.